# خواکین مندیو
خواکین مندیو (انگلیسی: Joaquín Mendive؛ زادهٔ ۸ اوت ۱۹۹۶) بازیکن فوتبال است.